# David Douillet
David Douillet (Rouen, 17 febbraio 1969) è un ex judoka e politico francese.

## Palmarès
Olimpiadi
- 3 medaglie:
  - 2 ori (oltre 95 kg a Atlanta 1996; oltre 100 kg a Sydney 2000)
  - 1 bronzo (oltre 95 kg a Barcellona 1992)

Mondiali
- 4 medaglie:
  - 4 ori (oltre 95 kg a Hamilton 1993; oltre 95 kg a Chiba 1995; assoluti a Chiba 1995; oltre 95 kg a Parigi 1997)

Europei
- 4 medaglie
  - 1 oro (oltre 95 kg a Danzica 1994)
  - 1 argento (oltre 95 kg ad Atene 1993)
  - 2 bronzi (oltre 95 kg a Praga 1991; oltre 95 kg a Parigi 1992)